# Ein Herz im Winter
Ein Herz im Winter (frz. Un cœur en hiver) ist ein französischer Spielfilm aus dem Jahr 1992. Regie führte Claude Sautet. Gezeigt wird eine Dreiecksgeschichte um zwei Geigenbauer und eine Violinistin.

## Inhalt
Die beiden Freunde Stéphane und Maxime betreiben eine Firma für Geigenbau und -reparatur. Der verschlossene und zurückgezogene Stéphane arbeitet an den Instrumenten, Maxime – lebenslustig und extrovertiert – kümmert sich um das Geschäftliche und den Kontakt zu den Kunden.
Maxime stellt seinem Freund seine neueste Eroberung vor: Camille, eine bildschöne Geigenspielerin mit einer großen Zukunft. Stéphane beginnt, sich für Camille zu interessieren. Und schon sehr bald reagiert sie auf seine Aufmerksamkeit. Es ist ein Spiel kurzer Blicke, von zwei großartigen Schauspielern gezeigt.
Auf dem Höhepunkt der „Beziehung“ sitzen sich die beiden in einem Café gegenüber. Camille befragt Stéphane über ihn selbst. Ihr Gesicht ist weit offen, und der verschlossene Stéphane gibt etwas widerwillig Auskunft.
Von nun an zieht er sich zurück. Es wird nicht erklärt, weshalb er zurückweicht, aber dieses Verhalten ist das eigentliche Thema des Films. Regisseur Claude Sautet: „Stéphane leidet an einer pathologischen Beschränktheit, die ich, im Leben, nur dank des Kinos überwunden habe. Ich habe in vielen Männern die Existenz einer solchen Schattenzone bemerkt, das Bedürfnis, sich vor der weiblichen Impulsivität zu schützen. Ich versuche nur zu erzählen, wie schwer es ist, ein Mann zu werden. Ich selbst wäre lieber eine Frau geworden. Es ist sicher nicht leicht, eine Geschichte zu erzählen, die einem so nahe ist. Aber ich wollte diesem Wesen auf den Grund gehen, das sich vollkommen in sich verschließt, um seinen Frieden zu finden. Selbst um den Preis einer brennenden Demütigung.“
Camille versucht zunehmend verzweifelt, ihn noch für sich zu gewinnen. Sie erklärt am Ende einer Autofahrt: „Ich begehre Sie, so ist es. Ich weiß, wie Sie sind, und akzeptiere Sie so.“ Stéphane weist sie wieder zurück und erklärt, er hätte sie nur zum Spiel verführen wollen, um Maxime zu verletzen.
Es kommt – wieder in dem Café – zu einer Szene. Camille kehrt tief verletzt zu Maxime zurück.
Maxime hatte seinem Freund nicht im Weg stehen wollen. Aber er nimmt Stéphane die Verletzung Camilles übel. Die Freundschaft zwischen den beiden Geigenbauern ist zerbrochen, das Geschäft auseinandergegangen.
Als Stéphane, der sich tatsächlich immer zu Camille hingezogen gefühlt hat, nun seinerseits die Violinistin aufsucht und zu erklären versucht, dass er an sich selbst verzweifelt, bleibt Camille kühl und abweisend. Stéphane hat sie verpasst.
Inzwischen stirbt mit dem alten Lachaume auch ein langjähriger Freund der beiden Geigenbauer. Besonders für Stéphane war er etwas wie ein Mentor und väterlicher Freund. Und seine gute Freundin, die Buchhändlerin Hélène, zieht in die Provinz, um zu heiraten. Es wird zunehmend einsam um Stéphane.
Monate später: Stéphane und Maxime haben wieder Kontakt, oberflächlich und freundlich. Für wenige Minuten sitzt Stéphane auch mit Maximes Partnerin Camille alleine am Tisch, wo kurze freundliche Worte gewechselt werden. Noch als Camille mit Maxime davonfährt, wirft sie Stéphane aus dem Auto einen Blick zu.

## Kritiken
Der film-dienst feierte Sautets Film in seiner zeitgenössischen Kritik als „äußerst streng komponiertes, elegant und sensibel erzähltes Gefühlsdrama um die ‚ungelebte Leidenschaft‘ eines verschlossenen Einzelgängers“. Der Film sei „Dank ausgezeichneter Darsteller und der bravourös eingesetzten Musik Maurice Ravels ein ungemein dichtes Kino-Erlebnis, geprägt von leiser Melancholie.“

## Auszeichnungen (Auswahl)
- 1992: Internationale Filmfestspiele von Venedig – Silberner Löwe für Claude Sautet sowie FIPRESCI-Preis
- 1993: Syndicat Français de la Critique de Cinéma – Bester französischer Film
- 1993: César für Claude Sautet (Beste Regie) und für André Dussollier (Bester Nebendarsteller), sieben weitere Nominierungen
- 1993: David di Donatello als bester ausländischer Film, für Daniel Auteuil als bester ausländischer Schauspieler und Emmanuelle Béart als beste ausländische Schauspielerin
- 1993: Europäischer Filmpreis für Daniel Auteuil (Bester Darsteller)